# ニッポン放送開局60周年記念 ラジオで聴いた「忘れられぬミュージック」
『ニッポン放送開局60周年記念 ラジオで聴いた「忘れられぬミュージック」』（ニッポンほうそうかいきょくろくじっしゅうねんきねん ラジオできいた「わすれられぬミュージック」）は、ニッポン放送で2014年7月15日に放送された特別番組。また、2部構成となっている『ニッポン放送開局60周年記念 電話リクエスト!あなたがラジオで聴いた忘れられぬミュージック』（ニッポンほうそうかいきょくろくじっしゅうねんきねん でんわリクエスト!あなたがラジオできいたわすれられぬミュージック）についても記述する。

## 概要

### 忘れられぬミュージック
ニッポン放送は5年周期で開局記念特別番組を編成しており、7月8日の社長定例会見にて、同年7月15日が開局60周年の開局記念日に当たるこの日に特別番組を編成する事を発表。
番組構成は、過去ニッポン放送の番組に出演して来たタレント達に当時を振り返った想い出や、リスナーから当時聴いた「ニッポン放送で放送された音楽の想い出」を募りつつ、楽曲リクエストを受付て番組中に流す構成となった。また、過去のニッポン放送開局記念番組と比較し、当該番組は夕方で打切りとなり、夜帯迄は食い込まなかった時間編成となった。

### 電話リクエスト!あなたがラジオで聴いた忘れられぬミュージック
『忘れられぬミュージック』放送の1か月後である、『ショウアップナイター』未編成の同年8月25日、レギュラー番組で編成されなくなった、電リクを復活させた特別番組で、出演者は『忘れられぬミュージック』と同一出演者である。

## 記念ソング「忘れられぬミュージック」
『忘れられぬミュージック』（わすれられぬミュージック）は、ゆず / ももいろクローバーZ / back number / 大原櫻子 & 松任谷由実の配信限定シングル。2014年7月15日にトイズファクトリーより発売された。

### 概要
2013年、ニッポン放送が松任谷由実に対して、1989年に発表された「Valentine's Radio」に次ぐ“ラジオの歌”として開局60周年記念ソングの制作をオファーしたことがきっかけで誕生した楽曲。松任谷は2007年7月に“Golden Circle feat. 寺岡呼人・松任谷由実・ゆず”名義でリリースされたシングル「ミュージック」の2014年バージョンを作るというテーマのもと、ニッポン放送に縁のある3世代のアーティストらに声をかけた。
発売後、多くのリスナーから「この曲をライブで聴いてみたい」といった問い合わせが殺到し、同年11月28日に音楽イベント『オールナイトニッポンRadio Live 忘れられぬミュージック』が開催されることが急遽決定。このイベントがアーティスト全員が集まって歌唱する最初で最後のライブとなった。また、このイベントで販売されたパンフレットにこの楽曲とインストルメンタルが入ったCDが付属し、初のCD化がされた。イベントの模様は『オールナイトニッポンGOLD 忘れられぬミュージックスペシャル』として、同年12月19日にオンエアされた。

### 収録曲
1. 忘れられぬミュージック [5:28]
  - 作詞：松任谷由実・寺岡呼人・ゆず・桜井和寿 / 作曲：松任谷由実 / 編曲・プロデュース：寺岡呼人

ニッポン放送開局60周年記念ソング[7]。
2007年にリリースされた「ミュージック」から、歌詞の一部とアレンジが変更されている。
ラジオで聴いた音楽が世代を超えて人と人を繋いでいくというメッセージが込められている[3]。「ミュージック」は、元々“ラジオから流れてきた忘れられないミュージック”をテーマにした楽曲であり、松任谷はこの曲を再びラジオのために広められたらと考えたという[4]。

## 出演者
全員ニッポン放送アナウンサー

### メインパーソナリティ
- 上柳昌彦※当時

### アシスタント
- 東島衣里

### リポーター
- 飯田浩司（『忘れられぬミュージック』15時台のみ）

## タイムテーブル

### ニッポン放送が若かった頃
8時台
オープニング、「忘れられぬミュージック」初オンエア

#### ゲスト
- 斉藤安弘※生出演
- 松任谷由実、亀渕昭信、イルカ、朝妻一郎※コメント出演

### 歌謡曲・フォークの時代
9、10時台

#### ゲスト
- 斉藤安弘、高嶋秀武※生出演
- 朝妻一郎、秋元康※コメント出演
- 大石吾朗※電話出演

### ニッポン放送の1980年代・90年代
11時台

#### ゲスト
- 垣花正※生出演
- 中島みゆき、テリー伊藤、ゆず、和田アキ子、萩本欽一、宮藤官九郎※コメント出演

### 笑いとリズム
12時台

#### ゲスト
- 高田文夫※生出演
- ビートたけし、タモリ、三宅裕司、大竹しのぶ※コメント出演

### アイドルとラジオ
13時台

#### ゲスト
- 大谷ノブ彦※生出演
- 松田聖子、中居正広※コメント出演

### 伝説のDJ
14時台

#### ゲスト
- 小林克也※生出演
- 徳光和夫※コメント出演
- 笑福亭鶴光※電話出演

### Next Stage With You
15時台

#### ゲスト
- ももいろクローバーZ※生中継出演
- 大橋巨泉※コメント出演

### 僕たち ラジオLOVE
16時台

#### ゲスト
- 伊集院光[注 2][8]※生出演
- 笑福亭鶴瓶、ナインティナイン、福山雅治※コメント出演

### 忘れられぬミュージック〜エンディング
17時台

#### ゲスト
- 松任谷由実、ゆず、back number、大原櫻子※コメント出演